# Abgaal
Abgaal és un subclan somali del gran grup dels hawiye, clan dels mudulood. Viuen a les regions de Shabeellaha Dhexe, Galguduud, Banaadir, Mudug i Shabeellaha Hoose a Somàlia. El seu paper és important a Mogadiscio (que anomenen terra de Xamar), on formen la majoria junt amb els hiraab.

## Subclans
- Harti
  - Abokor
    - Yaquub
    - Yabaorw (Qajaf weyn)

  - Agonyar
    - Cabdalle
    - Reer Aadan
    - Gabale
    - Celi
    - Buraale

  - Ciise Harti
  - Cabdalle Caroone
    - Jiiryar
    - Ricle
    - Yaryar
    - Idiris

  - Warsangali
    - Cumar
    - Cabdalle
- Wabudhan
  - Galmaax yoonis
  - daanweyne yoonis
    - galmaax yoonis
- cumar galmaax
- yuusuf galmaax
- cabdule galmaax
  -     - cumar galmaax
- cabdule cumar(matan)
- celi cumar
  -     - mataan cabdule
- bariise mataan
- diinle mataan
- duuliye mataan
  -     - bariise mataan
- galbe bariise
- warfaa bariise
- culus bariise
  -     - duuliye mataan
- maalinle duulshe
- barkaanle duulshe
  -     - diinle mataan
- galbe diinle
- yabar diinle
- dadle diinle
  -     - celi cumar
- cosoble celi
- xasangaab celi
- shige celi
- ibrahim celi
- geeseweyn celi
- cali celi
  -     - yuusuf galmaax
- maxa,ed muuse
- wehliye muuse
- xasan muuse
  -     - cabdule galmaax
- duudey
  -     - Daa'uud
    - Issaq Daa'uud
    - Youssef Daa'uud

  - Kaabale
    - Haile Muse
    - Saleb
- Waesli (Waceesle) o Warculus
  - Absuge
  - Ali-yabaal
  - Cabdirahman
    - Macalin Aflax
    - Dhagageys

  - Cali Gaaf
  - Dhagaweyne
- Faqay (Cumar Waceysle)
  - Haaruun Waceysle
  - Jibraa'iil Waceysle
  - Macalndhblawe
    - Cabdi Macalin
    - Cismaan Macalin
    - Eybakargaab
    - Maxamed Cadde Macalin

  - Saleymaan
- Daylacood
- Daymaculus
- Maxamud
- Cabdulle or Jurtub
- Ceynato